# 시모소네역
시모소네역(일본어: 下曽根駅)은 일본 후쿠오카현 기타큐슈시 고쿠라미나미구에 위치한 규슈 여객철도 소속 철도역이며, 닛포 본선의 정차역이다.

## 역 구조 및 승강장
1면 2선, 섬식 승강장 구조의 지상역이며, 자동개찰구가 설치되어 있으므로, SUGOGA사용이 가능하다.
| 플랫폼 | 노선        | 방향   | 행선지                             |
| 1      | ■ 닛포 본선 | 하행선 | 유쿠하시 · 나카쓰 · 오이타 방면    |
| 2      | ■ 닛포 본선 | 상행선 | 고쿠라 · 모지 항 · 시모노세키 방면 |

## 역 주변
- 더 몰 고쿠라

## 인접 역
| 닛포 본선                | 닛포 본선 | 닛포 본선                 |
| ------------------------ | --------- | ------------------------- |
| 아베야마공원 고쿠라 방면 | ■ 보통    | 구사미 가고시마 중앙 방면 |